# Razvoj vodij
Razvoj vodij je proces razvijanja določenih kompetenc, ki jih določimo kot pomembne za uspešno vodenje pri nekem posamezniku. Te kompetence naj bi razlikovale uspešne vodje od neuspešnih in bi omogočale učinkovito vodenje in delovanje neke skupine. Take kompetence bi bilo torej vsekakor smiselno razvijati pri posameznikih, ki so na vodilnih položajih. Programi razvijanja vodij navadno temeljijo na množici opredelitev vodenja, ki se med seboj razlikujejo in poudarjajo različne vidike tega procesa. Tudi Barker (1997) poudarja, da ni kolektivnega strinjanja glede tega, katere so univerzalne kompetence, ki bi jih dober vodja moral imeti. Posledično se programi razvijanja vodij, ki nastanejo na podlagi teh teorij, močno razlikujejo med sabo in niso nujno vsi učinkoviti.

## Pojem vodenja
S pojmom vodenja se ukvarja veliko število avtorjev, ki delujejo na različnih področjih. Zaradi raznolikosti disciplin, iz katerih izhajajo, se posledično tudi definicije, ki jih podajajo, med seboj razlikujejo, saj poudarjajo in izpostavljajo različne vidike. Northouse (2007) je vodenje definiral kot proces, ki predvideva vplivanje določenega posameznika na skupino posameznikov z namenom, da bi dosegli skupen cilj. Kotter (1990) meni, da vodenje zajema oblikovanje vizije in strateške smeri organizacije, povezovanje ljudi in organizacije, spodbujanje in motiviranje ljudi za dosego te vizije. Za Yukla (2002) pa je vodenje proces vplivanja na druge, da razumejo in se strinjajo s tem, kar mora biti narejeno in kako bi lahko to bilo učinkovito narejeno ter proces lajšanja posameznikovih in skupinskih naporov za doseganje skupnih ciljev. Vodenje torej ni le položaj, ampak zahteven proces, ki od posameznika zahteva celo vrsto kompetenc.

## Kompetence vodij
Veliko avtorjev je raziskovalo katere sposobnosti naj bi imeli dobri vodje ter katere kompetence so najpomembnejše za uspešno vodenje. V Sloveniji se je z lastnostmi vodij ukvarjal Mayer (2004), ki je na podlagi dolgoletne študije naštel naslednje pomembne kompetence:
- motiviranje (navduševanje za delo, ustvarjanje dobrega vzdušja, nagrajevanje uspešnosti),
- poštenost (ravnanje po vesti, težnja po dobrem, pravičnost, spoštovanje dogovora, iskrenost),

- organiziranje (učinkovita izraba in koordinacija virov za optimalno doseganje delovnih ciljev),

- poslušanje (zagotavljanje svobode izražanja, upoštevanje problemov, stališč, zamisli sodelavcev),
- odgovornost (skrb za rezultate dela, lastno ravnanje, ravnanje sodelavcev in sankcioniranje),
- odločnost (pogumno, tvegano, hitro odločanje, samozavestno, jasno izražanje volje, mnenja),
- energija (aktivnost, samoiniciativnost, vztrajanje do izpolnitve nalog, dominantnost, karizma),
- razgledanost (preraščanje ozke strokovnosti, večdisciplinarno znanje, svetovljanstvo),
- samokritičnost (poznavanje sebe, priznavanje svojih pomanjkljivosti in napak, osebna merila),
- izrazna moč (lahkotnost izražanja, zanimivost, razumljivost, prepričljivost, vplivnost),
- moderiranje (spodbujanje dvoma in kritike v debati, obvladovanje časa in čustev, strpnost),
- ustvarjalnost (izvirnost, domišljija, duhovitost, nekonformnost, uresničitev novih zamisli),
- sposobnost (hitrost in ustreznost razumevanja, sklepanja, uspešnost pri reševanju problemov) in
- duhovitost (ustvarjalno izražanje, usmerjanje k pozitivnemu, k humorju, iz krize k priložnosti).

Poleg teh pa je Mayer (2004) identificiral tudi nekatere druge značilnosti, ki naj bi bile skupne vsem uspešnim vodjem in bi jih bilo torej pri vodjih smiselno razvijati oz. iskati pri kandidatih za vodilna mesta. Te so: 
- inteligentnost (nadpovprečna inteligentnost, sposobnost hkratnega izvajanja več opravil),
- osebnost (dominantnost, ekstravertnost, čustvena stabilnost),
- ustvarjalnost (nekonformnost, bogata domišljija, spodbujanje ustvarjalnega dela zaposlenih),
- izraznost (dobre veščine izražanja),
- empatija,
- pozitivna samopodoba,
- odločnost (odločno ravnanje v težjih in čustvenih situacijah),
- etična načela (spoštovanje in uveljavljanje strokovne etike) in
- altruizem in filantropija (pristen odnos do sodelavcev, ostajanje v ozadju, skrb za druge).

Cimerman in drugi (2003) so opredelili 15 najpomembnejših kompetenc menedžerjev in vodij ter jih združili v štiri skupine:
- strateške kompetence (vizionarstvo, ciljna usmerjenost, strateška usmerjenost, odločanje),
- organizacijske kompetence (organiziranost, delegiranje, upravljanje s kadri),
- operativne vodstvene kompetence (komunikacijske sposobnosti, sposobnost motiviranja, pogajanje, vodenje tima),
- osebnostne kompetence (etičnost, karizmatičnost, odprtost nadzorov) in
- obvladovanje sprememb.

Nekateri avtorji se s temi kompetencami ne strinjajo. Klenke (v Barker, 1997) na primer zagovarja, da se uspešni vodje razvijejo preko razumevanja moralnih dolžnosti svojega položaja in prevzemanja odgovornosti do svoje skupnosti in celotne družbe. Kouzes in Posner (2007) vodenja ne razumeta kot izvajanje kontrole, ampak poudarjata sodelovanje, usposabljanje ljudi ter postavljanje dolgoročnih ciljev in menita, da vodenje vključuje veliko mero čustev. Kot pomembno komponento učinkovitega vodenja torej vidita kvaliteto odnosa, ki se tvori med nadrejenim in podrejenimi. V svoji raziskavi sta podrejene spraševala, katere so tiste lastnosti, ki jih pričakujejo pri svojih nadrejenih, da jih bodo spoštovali in jim sledili. Izstopale so štiri značilnosti, ki so bile najvišje ocenjene, ne glede na državo, kulturo, spol, starost ali funkcijo v organizaciji. Te so:
- iskrenost (kot temelj zaupanja med nadrejenim in podrejenimi),
- daljnovidnost (za spodbujanje podrejenih k doseganju ciljev),
- navdih (nadrejeni mora znati navdihovati svoje podrejene) in
- kompetentnost (podrejeni morajo biti prepričani, da je nadrejeni dovolj kompetenten, da jih bo pripeljal do zadanega cilja).

## Prirojenost ali pridobljenost vodstvenih sposobnosti
Iz vidika oblikovanja programa razvijanja vodij je pomembno vprašanje to, ali so vodstvene sposobnosti prirojene, ali se jih lahko vsakdo nauči. Kouzes in Posner (2007) menita, da lahko vsakdo postane dober vodja, saj naj bi bila skrivnost dobrega vodenja le v tem, da posedujemo določen nabor spretnosti in zmožnosti, ki se jih lahko vsakdo nauči. Tudi Gardner (1990) meni, da je največ dejavnikov, ki omogočajo učinkovito vodenje naučenih. Mayer (2004) izpostavlja pomembnost dednih predispozicij za uspešnega vodja. Hkrati pa poudarja, da tudi posameznik, ki je talentiran za vodenje ne bo postal dober vodja, če za to nima interesa in znanja. Na tem mestu je pomembno poudariti, da je proces vodenja vedno dvosmeren, in da imajo pri tem tudi veliko vlogo podrejeni. Za uspešno vodenje mora vodja vzpostaviti pozitiven in sodelovalen odnos s svojimi podrejenimi.

## Učinkovitost programov razvoja vodij
Avtorja Loew in Wentworth (v Freifeld, 2013) sta v svoji raziskavi ugotovila, da je 75% anketirancev poročalo o programih razvoja vodij, ki niso bili zelo učinkoviti. Izkazalo se je, da so bile organizacije s programi bolj zadovoljne, če:
- so uporabljali specifično strategijo razvijanja vodij,
- so programu razvijanja vodij namenili več sredstev,
- se je program izvajal že pet let ali več.

Na podlagi teh podatkov je razvidno, da je učinkovitost programov razvoja vodij odvisna od tega, koliko sredstev organizacija investira v program, v kolikšni meri skuša izoblikovati svojo strategijo ter časa, ki je na voljo za izvajanje programa in razvijanje ter izpopolnjevanje udeležencev. Skoraj 56% organizacij, ki je sodelovalo v tej raziskavi ni imelo izdelane natančne strategije razvijanja vodij. Sklepamo lahko torej, da oblikovanje konkretne strategije delovanja povzroča organizacijam največ težav in jim otežuje oblikovanje učinkovitega programa razvoja vodij. 
Avtorji Santos, Caetano in Tavares (2015) so izvedli raziskavo, v kateri so preverjali vpliv dodatnega izobraževanja na učinkovitost vodenja skupine. V raziskavo so bili vključeni vojaki in njihovi vodje, ki so jih usmerjali pri praktičnih in nestrukturiranih nalogah. Strategija razvijanja vodij je bila v tem primeru zelo razdelana. Cilj dodatnega izobraževanja je bil razviti kognitivne spretnosti vodij, ki naj bi jih potrebovali pri vodenju skupine za doseganje skupnega cilja. Izobraževanje je bilo sestavljeno iz predavanj, posnetkov, praktičnih prikazov in vaje s povratno informacijo. Razvijali so sposobnost vodje, da predstavi situacijo oz. problem skupini, sposobnost vodje, da predstavi strategijo skupini ter sposobnost vodje, da koordinira skupino. Skupine se pred treningom vodij niso pomembno razlikovale v učinkovitosti, po treningu pa so skupine, ki so imele dodatno izobražene vodje, dosegale statistično pomembno višje dosežke.